# 茂木善作
茂木 善作（もぎ ぜんさく、1893年（明治26年）12月10日 - 1974年（昭和49年）12月24日）は、日本の陸上競技選手、スポーツ指導者、教員。山形県飽海郡本楯村（現・酒田市）の出身で、山形県初のオリンピック選手である。また、第1回箱根駅伝で最終10区を走り、11分52秒差を覆して東京高等師範学校（現・筑波大学）を優勝に導いた。

## 経歴

### 東京高師卒業まで（1893-1922）
1893年（明治26年）12月10日、山形県飽海郡本楯村大字豊原（現・酒田市豊原）に生まれる。茂木家は農家で、善作は三男であった。当時はまだ、農家の三男が普通に学校に通える時代ではなく、晩年の茂木は両親や兄弟にいつも感謝していた。1913年（大正2年）に山形県師範学校（山形師範、現・山形大学地域教育文化学部）を卒業する。山形師範では中等学校の中距離走大会でトップを取っており、山形県マラソン競走では4年連続で優勝を果たした。その後、蕨岡尋常高等小学校（現・遊佐町立蕨岡小学校）に赴任する。茂木は自転車を持っておらず、本楯の自宅から蕨岡小まで毎日走って通勤し、夏休みには学校近くにある小物忌神社の520段の石段をトレーニングに利用していた。また蕨岡小勤務時代に歩兵第32連隊で6週間の兵役に従事し、当時の汽車は遅すぎて茂木は乗っていられず、走って行ったことから、連隊の幹部に「先生走って来たかや」と声をかけられた。プライベートではこの頃結婚している。
1918年（大正7年）、向学心に駆られて東京高等師範学校（東京高師、現・筑波大学）に進学する。入学してすぐの校内長距離競走（東京高師校庭 - 大宮氷川神社間）にて9位に入賞し、注目を集める。ここで金栗四三と出会い、その門下生として鍛えられ、長距離走選手として頭角を現す。
1920年（大正9年）2月、金栗らが企画して開催された第1回東京箱根間往復大学駅伝競走に東京高師代表として出場、10区に出走した。東京高師は復路スタート時点でトップと8分27秒の差がついており、茂木がたすきを受け取った時には11分52秒に差は拡大していた。それでも茂木は力走し、尾張町（現・銀座四丁目の歌舞伎座付近）でトップの明治大学をとらえ、明治大と25秒の差で優勝した。

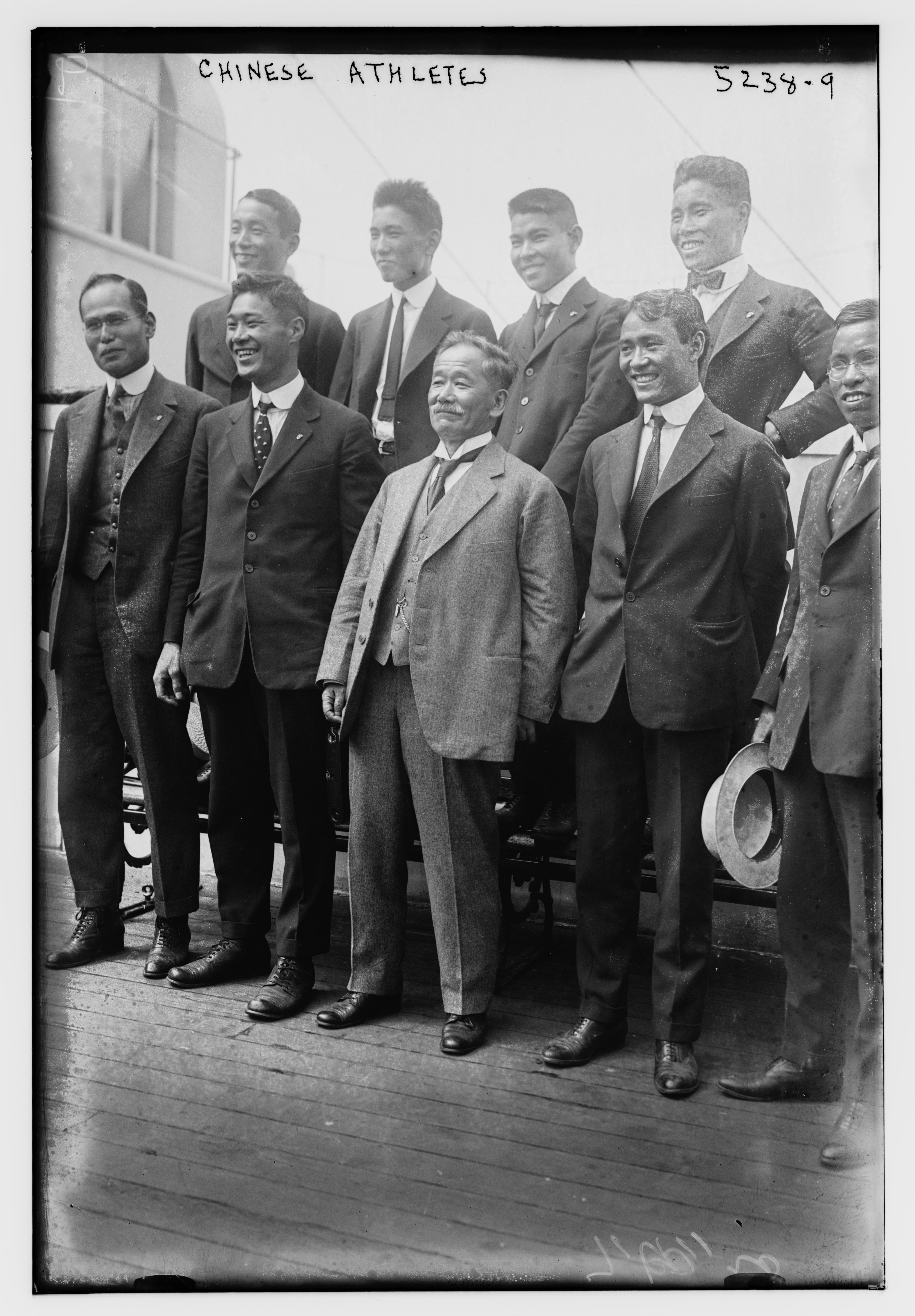
1920年アントワープオリンピックの日本選手団
前列の左から2番目が茂木善作、右隣に嘉納治五郎、後列右端に金栗四三。

同年のアントワープオリンピックの日本代表に選出されたことで、茂木は山形県初のオリンピック選手となった。マラソン日本代表には茂木・金栗に加え、茂木とともに第1回箱根駅伝に出場した三浦弥平と、後に箱根ランナーとなる八島健三の4人が選ばれた。オリンピック出発前の5月に山形へ帰省し、親族や友人らに出発前の挨拶を行い、母校の山形師範や山形新聞社にも立ち寄った。5月14日に横浜港を出航してアメリカ経由でアントワープへ向かった。8月のアントワープオリンピック本番では10000mとマラソンに出場し、10000mでは予選3組で12位（最下位）、マラソンでは2時間51分09秒4で20位（日本代表の中では金栗に次ぐ2位）であった。マラソンの当日は豪雨で、雨のやみ間を見てレースが始まったが途中で雷雨に見舞われる悲惨なものであった。なお茂木の登録名はZensaku Motegi であった。
1921年（大正10年）の第2回箱根駅伝にも10区で出場、同年5月には上海市で開かれた第5回極東選手権競技大会のマラソンに出場し、2位を獲得している。茂木にとってようやくつかんだ栄光であり、金栗四三をはじめマラソン仲間から祝福を受けた。1922年（大正11年）の第3回箱根駅伝は5区で出場し区間2位であったが、早稲田大学の麻生武治に猛追されている。そのほか東京高師在学中は、800m・1500m・10000mで日本記録を樹立している。

### 東京高師卒業後（1922-1974）
1922年（大正11年）3月の東京高師卒業後は直ちに教師となり、水戸高等学校（現・茨城大学）助教授を務めた。茂木は学生スポーツの強化に乗り出し、特に対外試合を重視する方針を取り、選手の育成に努めた。茨城県では1931年（昭和6年）から1938年（昭和13年）まで体育主事を務めている。
その後、満州国へ渡った茂木は満洲国体育協会理事を務め、1933年（昭和8年）には監督として満州国の陸上競技選手14人を率いて日本に渡り、各地で大会に参戦し、明治神宮体育大会を観覧した。同年11月7日、大日本体育協会（現・日本スポーツ協会）の専務理事会に満洲国体育協会理事として出席し、極東選手権競技大会に正式参加でなくとも招待形式の参加で満足することと、満州国参加問題で日本が極東選手権不参加または脱退することを望まないと発言した。この発言は中国の反対で極東選手権に満州国が参加できない情勢で、大日本体育協会が招待形式の参加を検討していたことへの追認を示したものであったが、翌1934年（昭和8年）2月10日に満洲国体育協会はこの発言を取り消して正式参加を求め、3月12日には日本側に満州国の正式参加を実現するか、脱退して新しい大会を開くように求めるという波乱の種となった。一方の本業では旅順工科大学助教授の後、1934年（昭和9年）に吉林師道大学教授に就任した後、1943年（昭和18年）に承徳師道学校の校長となった。
1946年（昭和21年）に満州から引き揚げ、故郷の本楯に戻り、農業にいそしむ傍ら、日本体育協会（現・日本スポーツ協会）役員や山形県縦断駅伝競走審判長を務め、山形県のスポーツ振興に寄与した。しかし1950年（昭和25年）に脳梗塞で倒れ、その後は長い闘病生活を強いられ、娘（六女）と同居した。この間、1964年東京オリンピックのために上京した金栗四三が茂木の家まで訪れ、談笑した。またアントワープオリンピックに一緒に出場した斎藤兼吉は何度か茂木に会いに来ている。
1974年（昭和49年）12月24日午前9時、心不全のため酒田市内の六女の家で逝去、81歳であった。告別式は12月26日に酒田市の常福寺で営まれ、墓も常福寺にある。

## 人物
妻・かうは中学校教師をしていた。かうとは蕨岡小勤務時代に結婚し、東京高師に進学した時には既に2人の娘がいた。かうは山形に残って子育てしながら茂木に送金を続けたため、生活は苦しかったという。晩年の茂木と同居した六女は、背が高く筋肉質で、真面目で優しい性格であったと印象を語っている。身長185 cmと当時としてはかなり大柄で、相撲部と柔道部からも熱心な勧誘を受けた。勧誘合戦は白熱し、時には高級料亭や喫茶店でもてなされることもあり茂木は心が揺れたが、マラソンは捨てがたく、結局徒歩部（現・筑波大学陸上競技部）への入部を決めた。千葉県房州での夏期合宿でも高身長ゆえ地元の農家を驚かせた一方、「あれでは気の毒に養子の口はあるまい」と言われて恐縮してしまった。多くの選手は走る前にはあまり食べないようにしていたが、茂木は大食漢で、親子丼3杯を平らげてまだ2、3杯は食べられるような余裕の表情を浮かべていたという。
長距離選手として名を馳せたが、読売新聞のオリンピック選手紹介では、円盤投でもやり投でも投擲（とうてき）種目ならどれでもうまいと評されている。アントワープオリンピックに出発する直前、1920年（大正9年）5月9日に茂木は母校の山形師範を訪れ、後輩にマラソン練習で注意すべきこととして以下の4点を語った。
1. 腹八分で留めること
2. 足を冷やさないこと
3. 練習後は入浴と自己マッサージをし、うつぶせに寝ること
4. 心に邪念の無いようにすること

東京高師の校内長距離走で9位に入賞して以降、マラソン練習を本格的に始め、普段は夕食の前1時間走り、夏休みには毎日3里（≒11.8 km）を走り込み、冬は講堂の中を足が痛くなるまで走り続けた。アントワープオリンピックでマラソンがあることを知ったのは1919年（大正8年）11月のことで、ぜひとも出場したいと思い金栗四三とともに激しい練習を積んだ。茂木は「日本代表の勝味はまずない」と思っていたものの、マラソンに関しては、オリンピックの予選会で茂木自身2時間36分という世界レベルの成績を残していたので多少の自信はある、と山形新聞の記者に語っている。茂木の走りは「豪快でダイナミックな走法」と表現され、誰にも真似できなかった。アントワープオリンピックでの成績は振るわなかったが、極東選手権では銀メダルを獲得した。当時、岩手県出身の三船久蔵が柔道界で、山形県村山地方出身の出羽ヶ嶽文治郎が相撲界で、秋田県出身の白瀬矗が南極探検で、それぞれ日本中の注目を浴びており、茂木は庄内地方からも活躍する人物を、との思いで執念を燃やしていたのであった。
大浦留市とは東京高師徒歩部の仲間であり、ある時一緒に走っていたが日が暮れてしまったので茂木がペースを上げると、大浦は付いていくことができず、泣きべそをかきながら帰ってきたというエピソードがある。またある時には日光-東京間を走破する練習中、宇都宮で雨に降られ、杉並木に避難したが、頭にはパンを入れた風呂敷をかぶっていたため、茂木も大浦も泥棒に間違われるという経験もしている。

### 顕彰
長距離選手の育成を期して、茂木は酒田市に寄付を行い、これを受けた酒田市は1967年（昭和42年）に「茂木杯ハーフマラソン」を創設した。茂木杯ハーフマラソンは2011年（平成23年）まで45回継続開催された後、2012年（平成24年）より酒田つや姫ハーフマラソン（酒田シティハーフマラソン）に改名の上続いている。
故郷の酒田市本楯地区では、妻のかうの寄付金を基に茂木善作顕彰会を設立し、1965年（昭和40年）から地区の運動会で「茂木善作顕彰マラソン大会」を開催、酒田市巡回駅伝競走大会で本楯チームを応援するなどの活動を通して茂木の功績を後世に伝えている。

## 演じた俳優
- いだてん〜東京オリムピック噺〜、2019年、演：久保勝史[29]